# Liste der Baudenkmale in Lelkendorf
In der Liste der Baudenkmale in Lelkendorf sind alle denkmalgeschützten Bauten der Gemeinde Lelkendorf (Mecklenburg-Vorpommern) und ihrer Ortsteile aufgelistet (Stand 10. Februar 2021).

## Baudenkmale nach Ortsteilen

### Lelkendorf
| ID   | Lage                  | Bezeichnung | Beschreibung | Bild |
| ---- | --------------------- | --- | --- | ---- |
| 0813 | Schloßweg (Karte)     | Gutsanlage mit Gutshaus (Nr. 8), Park, Inspektorenhaus (Nr. 5/7), ehemaligem Stall (Nr. 8) und Speicher (Nr. 3) | 2-gesch., 15-achs. Putzbau der Renaissance von nach 1629 mit mittl. 3-gesch. Eingangsbau, zwei Flügeltrakte und 5-gesch. Turm; 1898 Umbau im Tudorstil nach Plänen von Schultze-Naumburg, nach 1945 Gemeindeverwaltung, Schule, Kindergarten und Gasthaus, nach 1989 saniert für Ferien- und Eigentumswohnungen; Gut der Familie von Levetzow von 1224 bis 1945, Gutshaus seit 1989 wieder Familienbesitz. |      |
| 0814 | Teichstraße 2 (Karte) | Wohnhaus mit Stall                                                                                              | |      |
| 2327 | Peeneweg 1 (Karte)    | ehem. Forsthaus                                                                                                 | |      |

### Groß Markow
| ID   | Lage                          | Bezeichnung                                    | Beschreibung | Bild           |
| ---- | ----------------------------- | ---------------------------------------------- | --- | -------------- |
| 0744 | Alte Dorfstraße 20/22 (Karte) | Kate                                           | |                |
| 0745 | Alte Dorfstraße 28 (Karte)    | ehem. Schule                                   | |                |
| 0746 | Pohnstorfer Weg 4/6 (Karte)   | Kate                                           | |                |
| 0747 | Pohnstorfer Weg 5/7 (Karte)   | Schnitterkaserne                               | |                |
| 0748 | Pohnstorfer Weg 1 (Karte)     | Kate                                           | |                |
| 0749 | Am Anger 9 (Karte)            | Gutshaus mit Gutspark, Stall und Stellmacherei | | Weitere Bilder |
| 0750 | Alte Dorfstraße 23 (Karte)    | Kirche und Friedhof                            | Die neugotische Kirche entstand 1840 im Auftrag von Theodosius von Levetzow, der Westturm um 1890. Im Innern befindet sich unter anderem ein Taufengel, der nach einem Vorbild in der Frauenkirche in Kopenhagen gestaltet wurde. | Weitere Bilder |

### Küsserow
| ID   | Lage                   | Bezeichnung                             | Beschreibung | Bild |
| ---- | ---------------------- | --------------------------------------- | ------------ | ---- |
| 0810 | Hauptstraße 21 (Karte) | Bauernhaus mit zwei Wirtschaftsgebäuden |              |      |

### Küsserow-Hof
| ID   | Lage                       | Bezeichnung | Beschreibung                                                                                    | Bild |
| ---- | -------------------------- | ----------- | ----------------------------------------------------------------------------------------------- | ---- |
| 0811 | Küsserow-Hof 14 (Karte)    | Gutshaus    | 1-gesch., 9-achs., sanierter Ziegelbau von um 1870 mit Krüppelwalmdach und 2-gesch Zwerchgiebel |      |
| 0812 | Küsserow-Hof 17/19 (Karte) | Scheune     |                                                                                                 |      |

## Quelle
Denkmalliste des Landkreises Rostock A ‐ Z (Stand: 10. Februar 2021; PDF, 497 KB)